# Spriegel

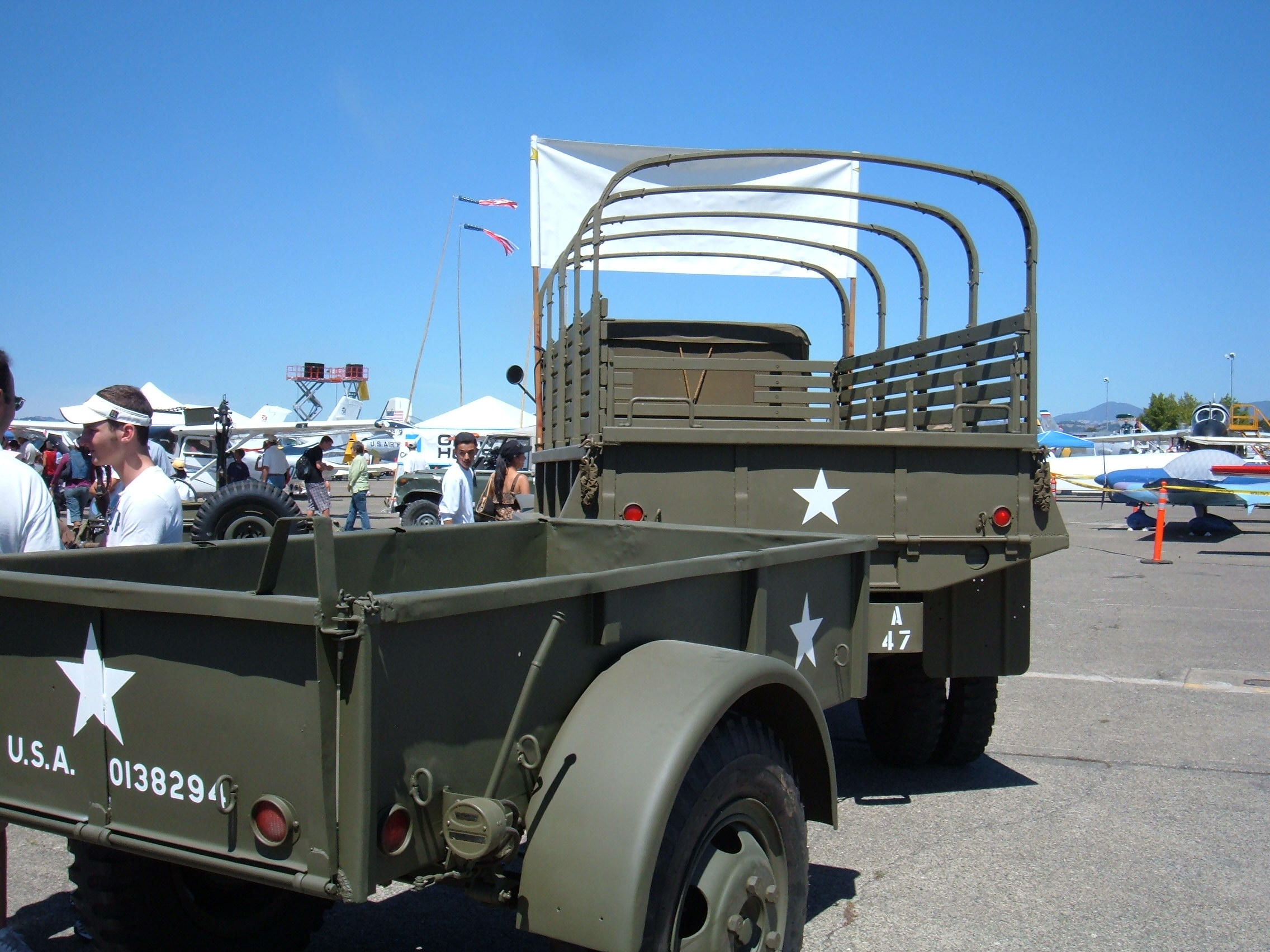
Spriegel an einem Zugfahrzeug des US-Militärs.

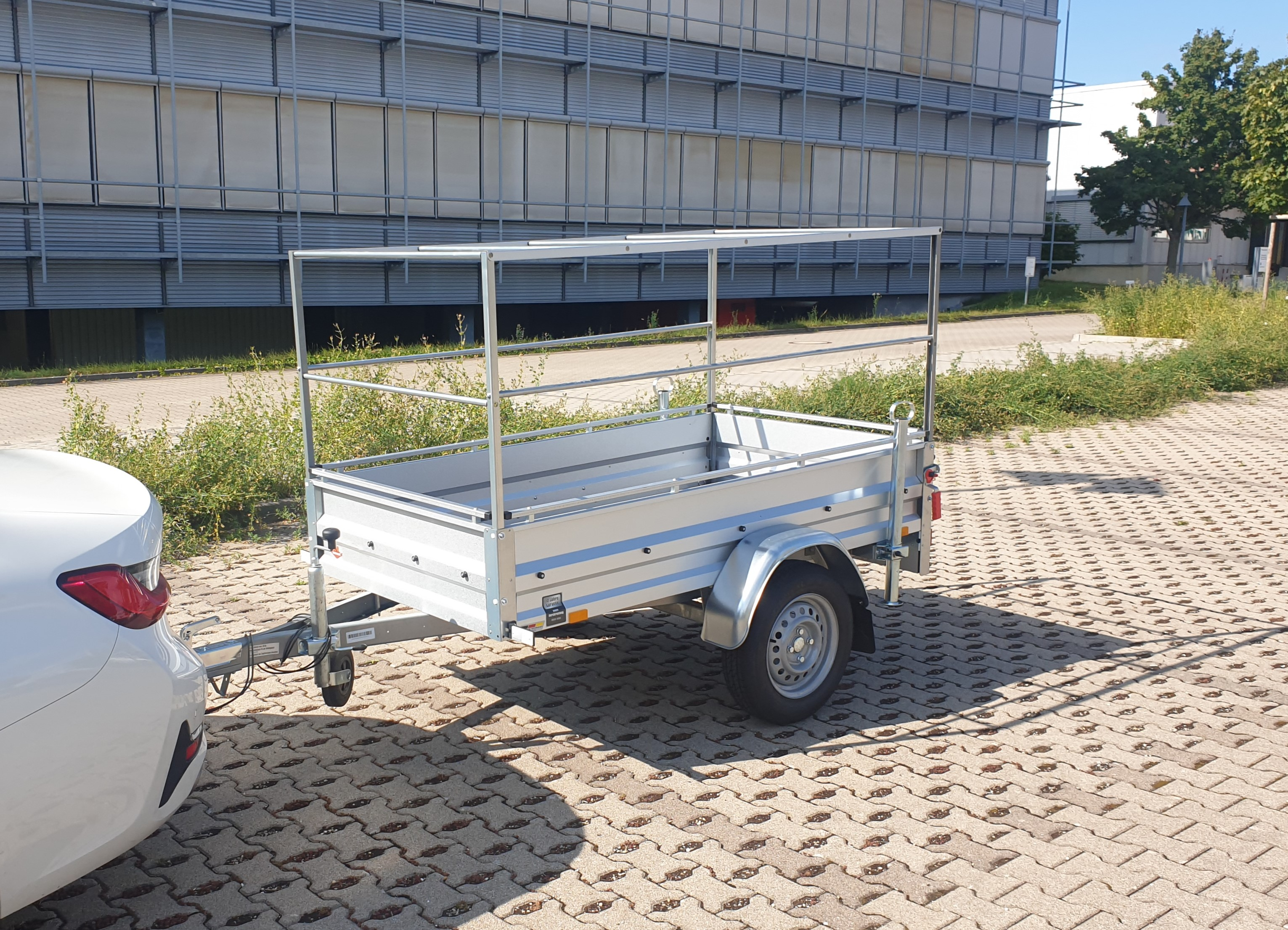
Spriegel eines PKW-Anhängers.

Spriegel sind Unterkonstruktionen von Planen als Abdeckungen der Ladung von offenen Eisenbahngüterwagen,  Lkw, Open-top-Containern (siehe ISO-Container) oder Anhängern. Sie sorgen dafür, dass beispielsweise Regenwasser ablaufen kann und sich nicht auf der Plane sammelt.
Klassisch besteht ein Spriegel aus stählernen vertikalen Stützen, die von oben in die Bordwand oder den Fahrzeugboden eingesteckt werden können. Die vertikalen Pfosten besitzen in regelmäßigen Abständen vorne und hinten U-förmige Aufnahmen (Schuhe), in welche waagerecht verlaufende Holz- oder Aluminiumlatten eingelegt werden. Das über Dach und Seiten gezogene Verdeck wird mit elastischem Seilzug oder Spanngurten an die seitlichen Bordwände („Bracken“) abgespannt und gegebenenfalls mit Knebeln oder Karabinerhaken verriegelt.
Auch die aufklappbaren Dachkonstruktionen von Cabrios enthalten Spriegel, die hier oft in das Verdeck eingenäht oder -geknüpft sind und der Abspannung gegenüber der Karosserie sowie der Anbindung an den Windschutzscheiben-Rahmen dienen, an dem das Verdeck im geschlossenen Zustand mit Hebeln verriegelt werden kann.
Spriegel wurden in den Anfängen des Karosseriebaus verwendet, ehe die Ganzmetallkarosserie eingeführt wurde. Damalige Presswerkzeuge waren noch nicht leistungsfähig genug, um das komplette Dach von fünf- und mehrsitzigen, geschlossenen Aufbauten als Einzelteil zu formen. Das Dach bestand darum aus einer Holzkonstruktion mit Spriegeln, die von außen mit wasserabstoßendem Material versiegelt und mit Dämmmaterial ausgepolstert wurde. An der Unterseite der Konstruktion befand sich die Bespannung des Dachhimmels, der damals aus einem Filzstoff bestand. Manche Autobauer bezogen die Spriegel oder die gesamte Konstruktion von spezialisierten Unternehmen. Eisenbahngüterwagen mit Spriegelgestell wurden beispielsweise eingesetzt bei den Königlich Sächsische Staatseisenbahnen. 